# Aetobarbakinoides
Aetobarbakinoides es un género extinto de aetosaurio estagonolepídido que vivió durante el Triásico Superior en el estado de Rio Grande do Sul, en el sur de Brasil. Sus fósiles se han hallado en la Supersecuencia Santa Maria de finales del Carniense y principios del Noriense, lo que hace a Aetobarbakinoides uno de los más antiguos aetosaurios. La especie tipo, A. brasiliensis, fue nombrada en 2012, y es notable por haber sido descrita principalmente de características de sus vértebras; muchos otros aetosaurios son diagnosticados por los rasgos de sus placas óseas denominadas osteodermos, los cuales son por mucho el material más común. Aunque fue situado en una posición filogenética basal entre los aetosaurios, Aetobarbakinoides está cercanamente relacionado con los desmatosuquinos y los tipotoracisinos, dos clados derivados de aetosaurios.

## Descubrimiento
Aetobarbakinoides es conocido solo a partir del espécimen holotipo CPE2 168, un esqueleto postcraneal parcial articulado el cual es alojado en la Coleção Municipal en São Pedro do Sul. Fue hallado cerca de la ciudad de São Pedro do Sul, en el centro de Rio Grande do Sul, Brasil. Fue recolectado en la localidad Inhamandá, en la Zona faunística de Hyperodapedon, en la Secuencia 2 de la Supersecuencia Santa Maria (antes conocida como la Formación Santa Maria) que data de finales del Carniense a principios del Noriense durante el Triásico Superior. CPE2 168 fue asignado por Lucas & Heckert (2001) a Stagonolepis robertsoni. Es el primer aetosaurio en ser diagnosticado en su descripción original sin rasgos de los osteodermos, el material más comúnmente asociado a estos reptiles. Junto con el género Aetosauroides de Argentina y Brasil y Stagonolepis robertsoni de Escocia, Aetobarbakinoides está entre los aetosaurios más antiguos. Su presencia en Suramérica indica que los aetosaurios tenían una amplia distribución geográfica al principio de su historia. Aetobarbakinoides está cercanamente relacionado con Aetosauroides y Neoaetosauroides. Los rasgos de sus osteodermos sugieren una cercana relación con los aetosaurinos, pero sus vértebras son más parecidas a los de los desmatosuquinos.

## Descripción
Aetobarbakinoides es conocido a partir de vértebras del cuello y la espalda, costillas, y varios huesos de las extremidades incluyendo la escápula, el húmero, una tibia y huesos del pie. También se conocen osteodermos paramediales sobrepuestos a la línea media de la espalda y el cuello. Muchas de las características distintivas de Aetobarbakinoides se hallan en sus vértebras. Poseen proyecciones orientadas lateralmente denominadas prezigapófisis que son más largas y anchas que las de muchos otros aetosaurios. En contraste, las prezigapófisis de las vértebras en la base de la cola son muy delgadas. El húmero y la tibia son grandes en comparación al esqueleto axial. Las vértebras de Aetobarbakinoides son más parecidas a las de Desmatosuchus que a las de sus parientes más cercanos, Aetosauroides y Neoaetosaurioides. Aetobarbakinoides es un aetosaurio de talla media, que se estima sería de unos 2 metros de longitud total.

## Clasificación
Un análisis filogenético fue llevado a cabo para la primera descripción científica de Aetobarbakinoides. Se incluyeron a sus parientes más cercanos Aetosauroides y Neoaetosauroides, los cuales proceden de Suramérica. Se encontró que Aetobarbakinoides estaba cercanamente relacionado con un clado incluyendo a Desmatosuchinae y a Typothoracisinae. En muchos estudios, Typothoracisinae es situado en la subfamilia Aetosaurinae, mientras que Desmatosuchinae conforma su propia subfamilia de aetosaurios. Este estudio sugiere que Aetosaurinae es parafilético, y que los aetosaurinos representan un grado evolutivo de aetosaurios primitivos de que se desarrollarían los desmatosuquinos y los tipotoracisinos posteriormente en el Triásico. El siguiente cladograma es una versión simplificada del análisis presentado por Julia B. Desojo, Martin D. Ezcurra y Edio E. Kischlat (2012).
|  | Aetobarbakinoides                                                    |
|  |                                                                      |
|  | \| \| Desmatosuchinae \| \| \| \| \| \| Typothoracisinae \| \| \| \| |
|  |                                                                      |
|  | Desmatosuchinae                                                      |
|  |                                                                      |
|  | Typothoracisinae                                                     |
|  |                                                                      |

|  | Desmatosuchinae  |
|  |                  |
|  | Typothoracisinae |
|  |                  |

|  | Aetobarbakinoides                                                    |
|  |                                                                      |
|  | \| \| Desmatosuchinae \| \| \| \| \| \| Typothoracisinae \| \| \| \| |
|  |                                                                      |
|  | Desmatosuchinae                                                      |
|  |                                                                      |
|  | Typothoracisinae                                                     |
|  |                                                                      |

|  | Desmatosuchinae  |
|  |                  |
|  | Typothoracisinae |
|  |                  |

|  | Aetobarbakinoides                                                    |
|  |                                                                      |
|  | \| \| Desmatosuchinae \| \| \| \| \| \| Typothoracisinae \| \| \| \| |
|  |                                                                      |
|  | Desmatosuchinae                                                      |
|  |                                                                      |
|  | Typothoracisinae                                                     |
|  |                                                                      |

|  | Desmatosuchinae  |
|  |                  |
|  | Typothoracisinae |
|  |                  |

|  | Aetobarbakinoides                                                    |
|  |                                                                      |
|  | \| \| Desmatosuchinae \| \| \| \| \| \| Typothoracisinae \| \| \| \| |
|  |                                                                      |
|  | Desmatosuchinae                                                      |
|  |                                                                      |
|  | Typothoracisinae                                                     |
|  |                                                                      |

|  | Desmatosuchinae  |
|  |                  |
|  | Typothoracisinae |
|  |                  |

|  | Aetobarbakinoides                                                    |
|  |                                                                      |
|  | \| \| Desmatosuchinae \| \| \| \| \| \| Typothoracisinae \| \| \| \| |
|  |                                                                      |
|  | Desmatosuchinae                                                      |
|  |                                                                      |
|  | Typothoracisinae                                                     |
|  |                                                                      |

|  | Desmatosuchinae  |
|  |                  |
|  | Typothoracisinae |
|  |                  |

|  | Aetobarbakinoides                                                    |
|  |                                                                      |
|  | \| \| Desmatosuchinae \| \| \| \| \| \| Typothoracisinae \| \| \| \| |
|  |                                                                      |
|  | Desmatosuchinae                                                      |
|  |                                                                      |
|  | Typothoracisinae                                                     |
|  |                                                                      |

|  | Desmatosuchinae  |
|  |                  |
|  | Typothoracisinae |
|  |                  |

|  | Aetobarbakinoides                                                    |
|  |                                                                      |
|  | \| \| Desmatosuchinae \| \| \| \| \| \| Typothoracisinae \| \| \| \| |
|  |                                                                      |
|  | Desmatosuchinae                                                      |
|  |                                                                      |
|  | Typothoracisinae                                                     |
|  |                                                                      |

|  | Desmatosuchinae  |
|  |                  |
|  | Typothoracisinae |
|  |                  |

|  | Aetobarbakinoides                                                    |
|  |                                                                      |
|  | \| \| Desmatosuchinae \| \| \| \| \| \| Typothoracisinae \| \| \| \| |
|  |                                                                      |
|  | Desmatosuchinae                                                      |
|  |                                                                      |
|  | Typothoracisinae                                                     |
|  |                                                                      |

|  | Desmatosuchinae  |
|  |                  |
|  | Typothoracisinae |
|  |                  |

|  | Aetobarbakinoides                                                    |
|  |                                                                      |
|  | \| \| Desmatosuchinae \| \| \| \| \| \| Typothoracisinae \| \| \| \| |
|  |                                                                      |
|  | Desmatosuchinae                                                      |
|  |                                                                      |
|  | Typothoracisinae                                                     |
|  |                                                                      |

|  | Desmatosuchinae  |
|  |                  |
|  | Typothoracisinae |
|  |                  |

|  | Aetobarbakinoides                                                    |
|  |                                                                      |
|  | \| \| Desmatosuchinae \| \| \| \| \| \| Typothoracisinae \| \| \| \| |
|  |                                                                      |
|  | Desmatosuchinae                                                      |
|  |                                                                      |
|  | Typothoracisinae                                                     |
|  |                                                                      |

|  | Desmatosuchinae  |
|  |                  |
|  | Typothoracisinae |
|  |                  |

|  | Aetobarbakinoides                                                    |
|  |                                                                      |
|  | \| \| Desmatosuchinae \| \| \| \| \| \| Typothoracisinae \| \| \| \| |
|  |                                                                      |
|  | Desmatosuchinae                                                      |
|  |                                                                      |
|  | Typothoracisinae                                                     |
|  |                                                                      |

|  | Desmatosuchinae  |
|  |                  |
|  | Typothoracisinae |
|  |                  |

|  | Aetobarbakinoides                                                    |
|  |                                                                      |
|  | \| \| Desmatosuchinae \| \| \| \| \| \| Typothoracisinae \| \| \| \| |
|  |                                                                      |
|  | Desmatosuchinae                                                      |
|  |                                                                      |
|  | Typothoracisinae                                                     |
|  |                                                                      |

|  | Desmatosuchinae  |
|  |                  |
|  | Typothoracisinae |
|  |                  |

|  | Aetobarbakinoides                                                    |
|  |                                                                      |
|  | \| \| Desmatosuchinae \| \| \| \| \| \| Typothoracisinae \| \| \| \| |
|  |                                                                      |
|  | Desmatosuchinae                                                      |
|  |                                                                      |
|  | Typothoracisinae                                                     |
|  |                                                                      |

|  | Desmatosuchinae  |
|  |                  |
|  | Typothoracisinae |
|  |                  |

|  | Aetobarbakinoides                                                    |
|  |                                                                      |
|  | \| \| Desmatosuchinae \| \| \| \| \| \| Typothoracisinae \| \| \| \| |
|  |                                                                      |
|  | Desmatosuchinae                                                      |
|  |                                                                      |
|  | Typothoracisinae                                                     |
|  |                                                                      |

|  | Desmatosuchinae  |
|  |                  |
|  | Typothoracisinae |
|  |                  |

|  | Aetobarbakinoides                                                    |
|  |                                                                      |
|  | \| \| Desmatosuchinae \| \| \| \| \| \| Typothoracisinae \| \| \| \| |
|  |                                                                      |
|  | Desmatosuchinae                                                      |
|  |                                                                      |
|  | Typothoracisinae                                                     |
|  |                                                                      |

|  | Desmatosuchinae  |
|  |                  |
|  | Typothoracisinae |
|  |                  |

|  | Aetobarbakinoides                                                    |
|  |                                                                      |
|  | \| \| Desmatosuchinae \| \| \| \| \| \| Typothoracisinae \| \| \| \| |
|  |                                                                      |
|  | Desmatosuchinae                                                      |
|  |                                                                      |
|  | Typothoracisinae                                                     |
|  |                                                                      |

|  | Desmatosuchinae  |
|  |                  |
|  | Typothoracisinae |
|  |                  |

## Etimología
Aetobarbakinoides fue denominado por Julia B. Desojo, Martín D. Ezcurra y Edio E. Kischlat en 2012 y el nombre del género se deriva del griego aetobarbakina que significa "busardo moro" (el nombre común de Buteo rufinus) y del latín oides que significa "forma de". Se refiere a su húmero y tibia alargados y a su cercana relación con el "reptil águila", Aetosaurus. El nombre de la especie se refiere a Brasil, país del que proviene el holotipo.